# St. Bernard Parish
St. Bernard Parish is een parish in de Amerikaanse staat Louisiana.
De parish heeft een landoppervlakte van 1.204 km² en telt 67.229 inwoners (volkstelling 2000). De hoofdplaats is Chalmette.

## Geboren
- P.G.T. Beauregard (1818-1893), Zuidelijke generaal tijdens de Amerikaanse Burgeroorlog

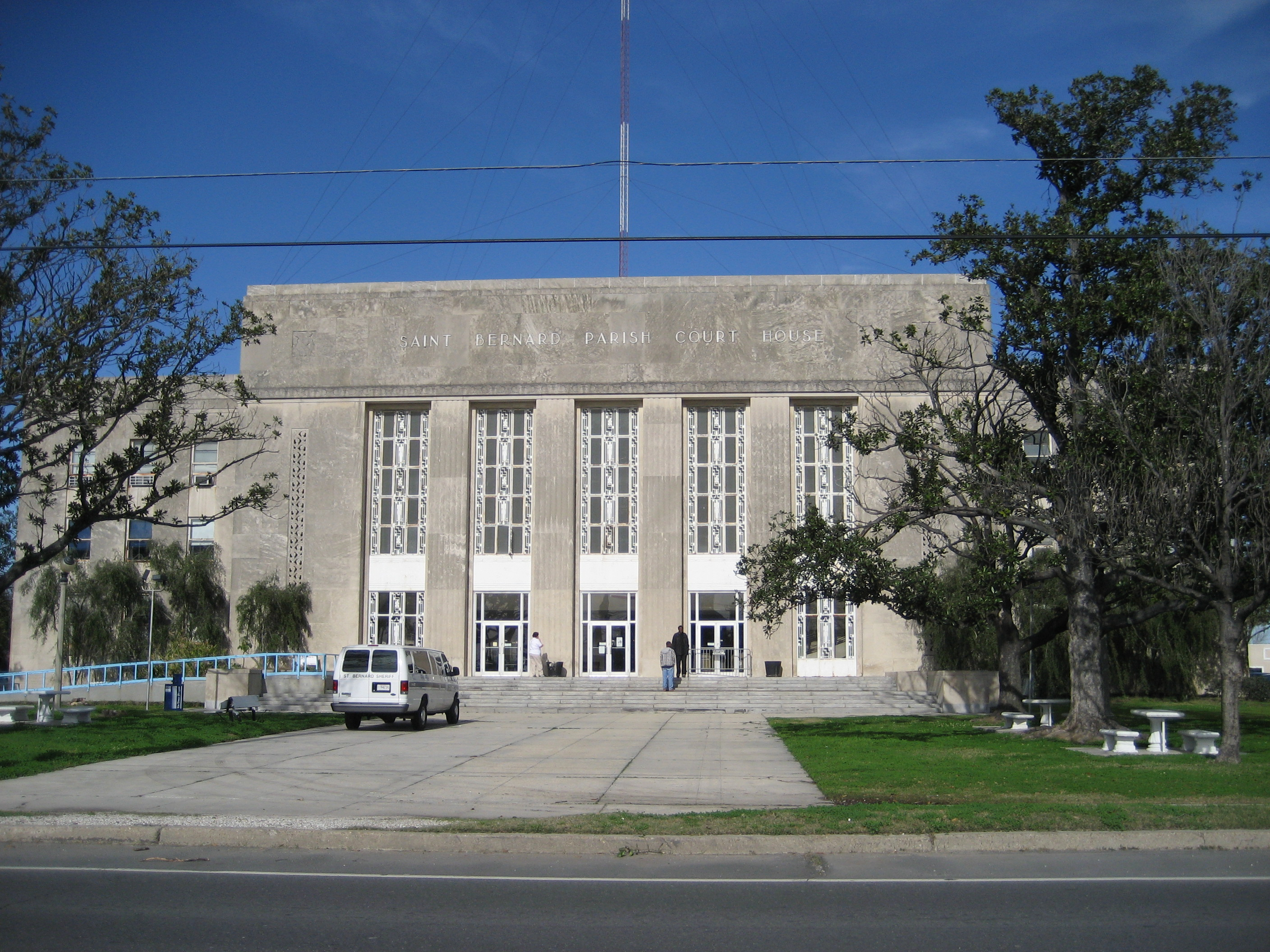
St. Bernard Parish Courthouse